# أليكساندر فاسكونسيلوس
أليكساندر فاسكونسيلوس (بالبرتغالية: Alexandre Vasconcelos) (19 ديسمبر 1978 في البرازيل - ) هو لاعب كرة يد برازيلي. شارك في الألعاب الأولمبية الصيفية 2008 والألعاب الأولمبية الصيفية 2004.

## وصلات خارجية
- أليكساندر فاسكونسيلوس على موقع أوليمبيديا (الإنجليزية)